# 산바람 (1992년 드라마)
《산바람》은 1992년 10월 18일에 MBC TV에서 방영한 베스트극장이다.

## 출연
- 박인환
- 이영후
- 김동년
- 양희경
- 박건식
- 김명희
- 이숙
- 정태섭
- 김경애
- 심우창
- 강미
- 이창환
- 정한헌
- 강문희